# Panegírics vells
Panegírics vells foren una sèrie de discursos d'alabança que les ciutats o regions, sobretot de les Gàl·lies, enviaven als emperadors per felicitar-lo per esdeveniments favorables, per donar les gràcies per beneficis rebuts, o per sol·licitar la protecció o el favor.
Aquests panegírics eren redactats pel millor retòric de la ciutat o regió i eren llegits generalment a l'emperador per una comissió enviada a la seva residència.
Se'n conserven onze que es van publicar sota el nom de "Duodecim Panegyrici veteres" (el dotzè és el discurs de Plini en honor de Trajà, i no és estrictament un panegíric del mateix grup). Foren escrits per:
Primer i segon: Claudi Mamertí (Claudius Mamertinus) 
Tercer, quart, sisè i setè: Eumeni (Eumenius) 
Cinquè: Autor desconegut, felicita a l'emperador Constantí el Gran pel seu enllaç amb Fausta filla de Maximià el 307.
Vuitè i novè: Nazari (Nazarius, el vuitè és dubtós)
Dècim: Mamertí (Mamertinus, diferent de Claudi Mamertí)
onzè: Llatí Pacat Drepani (Latinus Pacatus Drepanius)